# Manfred Negraschus
Manfred Negraschus (* 15. Oktober 1948 in Jena) ist ein ehemaliger deutscher Fußballspieler.
Er spielte von 1969 bis 1972 bei Vorwärts Stralsund. In dieser Zeit spielte er mit dem Stralsunder Verein auch in der höchsten Spielklasse der DDR, der Oberliga, nämlich in der Saison 1971/1972, in der er vier Mal zum Einsatz kam.